# Aangezichtsligging
Onder een aangezichtsligging wordt een liggingsafwijking verstaan, waarbij niet het achterhoofd maar het aangezicht van het kind het voorliggend deel is.

## verloop van de baring
Het kind daalt in met een zover mogelijk gestrekt hoofd. De spildraai doet de kin naar voren draaien, na de geboorte van het hoofd buigt dit weer terug uit de strekstand. De kans is groot dat er een stagnatie van de baring of foetale nood optreedt, daarom gaat men relatief snel tot keizersnede over.